# Saison 2021 de l'équipe cycliste masculine Movistar
La saison 2021 de l'équipe cycliste Movistar est la quarante-deuxième de cette équipe.

## Coureurs et encadrement technique

### Arrivées et départs
| Coureur             | Provenance             | Durée contrat |
| ------------------- | ---------------------- | ------------- |
| Iván García Cortina | Bahrain-McLaren        | 2021-2023     |
| Abner González      | Inteja-Imca-Ridea DCT  | 2021-2023     |
| Miguel Ángel López  | Astana                 | 2021          |
| Gregor Mühlberger   | Bora-Hansgrohe         | 2021-2023     |
| Gonzalo Serrano     | Caja Rural-Seguros RGA | 2021-2022     |

| Coureur           | Nouvelle équipe             | Durée contrat |
| ----------------- | --------------------------- | ------------- |
| Carlos Betancur   | Colombia Tierra             | 2021          |
| Eduard Prades     | Delko                       | 2021-2022     |
| Jürgen Roelandts  | Retraite                    |               |
| Eduardo Sepúlveda | Androni Giocattoli-Sidermec | 2021          |

### Effectif de la saison
| Coureur             | Date de Nais.              | Equipe en 2020        | Cont. |
| ------------------- | -------------------------- | --------------------- | ----- |
| Juan Diego Alba     | 11 septembre 1997 (24 ans) | Movistar              | 2021  |
| Jorge Arcas         | 8 juillet 1992 (29 ans)    | Movistar              | 2023  |
| Héctor Carretero    | 28 mai 1995 (26 ans)       | Movistar              | 2021  |
| Dario Cataldo       | 17 mars 1985 (36 ans)      | Movistar              | 2021  |
| Gabriel Cullaigh    | 8 avril 1996 (25 ans)      | Movistar              | 2021  |
| Íñigo Elosegui      | 6 mars 1998 (23 ans)       | Movistar              | 2022  |
| Imanol Erviti       | 15 novembre 1983 (38 ans)  | Movistar              | 2021  |
| Iván García Cortina | 20 novembre 1995 (26 ans)  | Bahrain-McLaren       | 2023  |
| Abner González      | 9 octobre 2000 (21 ans)    | Inteja-Imca-Ridea DCT | 2023  |
| Juri Hollmann       | 30 août 1999 (22 ans)      | Movistar              | 2023  |
| Johan Jacobs        | 1er mars 1997 (24 ans)     | Movistar              | 2023  |
| Matteo Jorgenson    | 1er juillet 1999 (22 ans)  | Movistar              | 2023  |
| Miguel Ángel López  | 4 février 1994 (27 ans)    | Astana                | 2021  |
| Enric Mas           | 7 janvier 1995 (26 ans)    | Movistar              | 2022  |
| Lluís Mas           | 15 octobre 1989 (32 ans)   | Movistar              | 2021  |

| Coureur            | Date de Nais.             | Equipe en 2020         | Cont. |
| ------------------ | ------------------------- | ---------------------- | ----- |
| Sebastián Mora     | 15 octobre 1989 (32 ans)  | Movistar               | 2021  |
| Gregor Mühlberger  | 4 avril 1994 (27 ans)     | Bora-Hansgrohe         | 2023  |
| Mathias Norsgaard  | 5 mai 1997 (24 ans)       | Movistar               | 2023  |
| Nélson Oliveira    | 6 mars 1989 (32 ans)      | Movistar               | 2023  |
| Antonio Pedrero    | 23 octobre 1991 (30 ans)  | Movistar               | 2023  |
| José Joaquín Rojas | 8 juin 1985 (36 ans)      | Movistar               | 2021  |
| Einer Rubio        | 22 février 1998 (23 ans)  | Movistar               | 2023  |
| Sergio Samitier    | 31 août 1995 (26 ans)     | Movistar               | 2024  |
| Gonzalo Serrano    | 17 août 1994 (27 ans)     | Caja Rural-Seguros RGA | 2022  |
| Marc Soler         | 22 novembre 1993 (28 ans) | Movistar               | 2021  |
| Albert Torres      | 26 avril 1990 (28 ans)    | Movistar               | 2021  |
| Alejandro Valverde | 25 avril 1980 (41 ans)    | Movistar               | 2021  |
| Carlos Verona      | 4 novembre 1992 (29 ans)  | Movistar               | 2023  |
| Davide Villella    | 27 juin 1991 (30 ans)     | Movistar               | 2021  |

## Champions nationaux, continentaux et mondiaux
| Date         | Course                                         | Maillot | Coureurs       | Pays       | Lieu |
| ------------ | ---------------------------------------------- | ------- | -------------- | ---------- | ---- |
| 26 juin 2021 | Championnats de Porto Rico du contre-la-montre |         | Abner González | Porto Rico |      |
| 27 juin 2021 | Championnats de Porto Rico sur route           |         | Abner González | Porto Rico |      |